# Nuun Ujol Chaak
Nuun Ujol Chaak – władca Tikál. Jego następcą został Jasaw Chan Kʼawiil I w 682 roku.